# توره یوهانسون (کشتی‌گیر)
توره یوهانسون (سوئدی: Thure Johansson؛ ۱۱ سپتامبر ۱۹۱۲ – ۱۲ مارس ۱۹۸۶) کشتی‌گیر اهل سوئد بود.
وی در مسابقات کشوری و بین‌المللی در مجموع برندهٔ ۱ مدال برنز شده‌است.